# Манычское
Ма́нычское — село в Апанасенковском муниципальном округе Ставропольского края России.

## Этимология
Первоначальное наименование населённого пункта Киста (Кистинское)), произошло от названия протекавшей по его северной части реки Кисты (балки Кистинской), предположительно связанного с проживавшими в данной местности ингушами, которых также именовали «киста». В ранних документах часто встречался вариант Кистенское.
В 1966 году село было переименовано в Манычское — по имени расположенного поблизости озера Маныч-Гудило.

## География
Естественный природный водоем на юге России, имеющий важное экономическое и климаторегулирующее значение для Ставрополья и Республики Калмыкия, — озеро Маныч-Гудило. Это крупнейшее в Европейской части России континентальное озеро с богатой фауной, особенно водоплавающих птиц и оригинальной флорой.
Вдоль этого озера простирается степь, огромная и многообразная. Приманычская степь — это царство равнин и оврагов, вспаханных полей и нетронутой целины. Богата природа манычской степи. Много солнца, длинное теплое лето, плодородные почвы — все это позволяет выращивать здесь много ценных культур. Поэтому основное занятие данной местности — земледелие. Хорошо развито животноводство. С давних времен в степной полосе выращивают картофель и овощные растения, всюду сады, в них растут яблони, груши, сливы, виноград. На бахчах зреют сахарные арбузы и ароматные дыни.
Не все природные условия Приманычской степи благоприятны: летом на большей части территории выпадает мало осадков, бывают сильные ветры-суховеи. На просторах этих степей уютно раскинулось село Манычское, с добротными домами и крепкими подворьями, окруженное зеленью садов.
Расположено на реке Киста на открытом месте.
В 21 км к северо-западу от села находится самая северная точка Ставропольского края (46°14′ с. ш.).
Расстояние до краевого центра: 144 км.
Расстояние до районного центра: 28 км.
Площадь сельсовета — 313,66 км².

## История

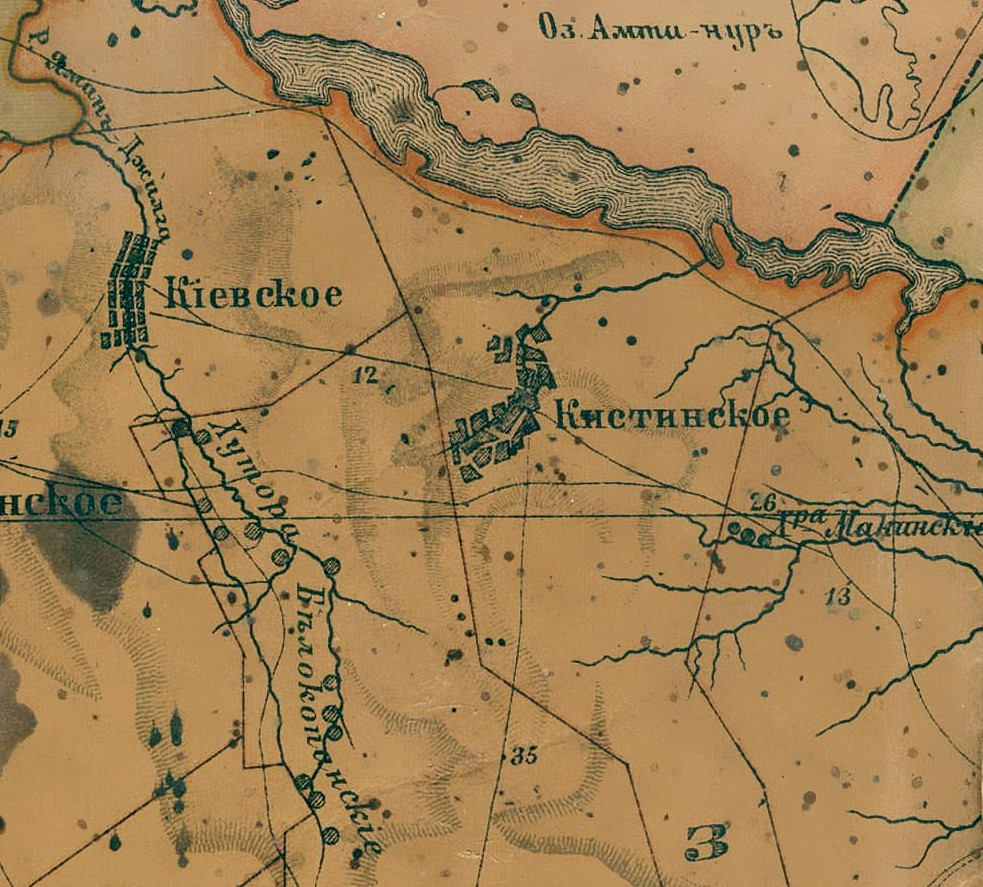
Сёла Киевское и Кистинское на карте Ставропольской губернии 1896 года

Село основано в 1875 году (по другим сведениям — 7 июня 1876 года) на месте упразднённого 15 ноября 1875 года села Чограйского (Чограй) Прасковейской волости Новогригорьевского уезда. Согласно архивным документам, земельный надел (2500 десятин) под «русское селение Кистинское» был выделен ещё в 1873 году «из находившегося в пользовании калмыков Большедербетовского улуса участка под названием Калмыцкий прогон».
Население Кистинского первоначально составляли бывшие жители села Чограйского (другая их часть перешла в село Арзгир); в дальнейшем среди него преобладали украинцы, переселившиеся из Полтавской, Харьковской, Черниговской губерний. В «Энциклопедическом словаре Ставропольского края» (2006) утверждается, что Кистинское основано выходцами из села Арзгир.

Переселенцы жили в саманных землянках. С начала XX в. стали строиться хаты, крытые черепицей, в них, как правило, было две комнаты и веранда, высота помещений не превышала 2 м. Общий объём жилой площади составлял от 20 до 40 м². Строительным материалом были саман и глина. Позже зажиточные крестьяне возводили большие дома из дорогих строительных материалов с 3—4 комнатами.— «История городов и сёл Ставрополья»
В 1876 году село было причислено к Винодельнинской волости Новогригорьевского уезда Ставропольской губернии. С 1 января 1881 года — в составе Кистинской волости Благодарненского уезда. На 1 октября население волости насчитывало 973 души обоего пола.
В январе 1918-го в Кистинском была установлена советская власть. Постановлением Ставропольского губернского съезда Советов от 12 февраля 1918 года сёлам Большеджалгинскому, Кистинскому, Малоджалгинскому и Яшалтинскому Благодарненского уезда выделено 25 000 десятин из калмыцких земель.
По переписи 1920 года в Кистинской волости Благодарненского уезда числилось 7656 жителей. Площадь её земель в указанном году составила 31 584.
6 декабря 1928 года из Кистинского сельсовета в Дивенский сельсовет передан хутор Ново-Кистинский.
Решением Президиума Северо-Кавказского крайисполкома от 4 декабря 1930 года население села Кистинского было переселено, сельсовет упразднён. Территория села вошла в так называемую «Дивенскую спецзону», организованную для расселения высланных кулаков и контрреволюционных элементов. Заселение спецпоселенцами происходило в 1930—1935 годах.

…5 сентября [1930 года] в [Дивненскую] зону прибыл первый эшелон спецпереселенцев с Кубани. Затем в спецзону были доставлены и семьи, высланные с Дона. Позже — раскулаченные крестьяне из разных районов Ставропольской губернии, других мест Северного Кавказа. Согнанные в «спецартели» крестьяне на неплодородных землях должны были выращивать хлопок, что в условиях безводья было абсурдом. Спецкомендатуры системы ГУЛАГа НКВД регламентировали порядок жизни более чем 45 тысяч переселенцев, изгнанных из родных сёл и станиц. Для обозначения этих переселенцев был ещё один термин — «лишенцы». Они были лишены не только имущества, но и гражданских прав.— Ивановский В. «Кого „раскулачивали“ большевики»
В 1945 году был организован колхоз «Россия» (награждён в 1974 году орденом Трудового Красного Знамени). Первым председателем был Антонов Петр Трофимович.
18 июня 1954 года к Кистинскому сельсовету присоединена территория упразднённого Макинского сельсовета.
На 1 марта 1966 года село являлось центром Кистинского сельсовета Апанасенковского района Ставропольского края:8.
Указом Президиума ВС РСФСР от 17 октября 1966 года село Киста переименовано в Манычское, в связи с чем Кистинский сельсовет стал именоваться Манычским сельсоветом.
До 16 марта 2020 года образовывало муниципальное образование село Манычское со статусом сельского поселения как единственный населённый пункт в его составе.

## Население
| 1897  | 1903  | 1908  | 1925  | 1926  | 1989  | 2002  | 2010  | 2011  |
| ----- | ----- | ----- | ----- | ----- | ----- | ----- | ----- | ----- |
| 5357  | ↗6879 | ↗7849 | ↘6374 | ↗6435 | ↘2532 | ↗2557 | ↘2344 | ↘2337 |
| 2012  | 2013  | 2014  | 2015  | 2016  | 2017  | 2018  | 2019  | 2020  |
| ↘2313 | ↘2279 | ↘2207 | ↗2261 | ↘2235 | ↘2229 | ↗2240 | ↘2188 | ↘2145 |
| 2021  |       |       |       |       |       |       |       |       |
| ↘2098 |       |       |       |       |       |       |       |       |

Национальный состав
По итогам переписи населения 2010 года проживали следующие национальности (национальности менее 1 %, см. в сноске к строке «Другие»):
| Национальность | Численность | Процент |
| -------------- | ----------- | ------- |
| Русские        | 1811        | 77,26   |
| Даргинцы       | 298         | 12,71   |
| Белорусы       | 86          | 3,67    |
| Молдаване      | 62          | 2,65    |
| Казаки         | 32          | 1,37    |
| Украинцы       | 32          | 1,37    |
| Другие         | 23          | 0,98    |
| Итого          | 2344        | 100,00  |

## Органы власти
- Совет муниципального образования села Манычского, состоит из 10 депутатов, избираемых на муниципальных выборах по одномандатным избирательным округам.
- Глава поселения — Юрий Николаевич Андрющенко[50] (c 4 декабря 2005 года)
- Администрация сельского поселения села Манычского

## Инфраструктура
- Администрация села Манычского
- Дом культуры
- Библиотека. Открыта 9 мая 1905 года[51]
- Банкомат, Сбербанк России
- Общественное открытое кладбище площадью 76600 м²[52]

## Образование
- Детский сад № 4 «Ладушки»
- Средняя общеобразовательная школа № 8. Открыта 5 октября 1936 года[53]

## Экономика
- Сельскохозяйственный производственный кооператив (колхоз-племзавод) «Россия»[54]

## Русская православная церковь
- Храм Рождества Пресвятой Богородицы[55]

## Памятники
- Памятник воинам-землякам, погибшим в годы гражданской и Великой Отечественной войн. Установлен в 1975 году[56]
- Памятник регионального значения «Ветряная мельница»[56]

## Люди, связанные с селом
- Федот Михайлович Онипко (1880—1938) — российский политический деятель. Учился в церковно-приходской школе села Кистинского
- Бондаревский, Иван Тихонович (1912—1982) — Герой Социалистического Труда
- Красников Иван Григорьевич (род. 1913) — старший чабан колхоза «Россия», Герой Социалистического Труда[57]
- Нужный Владимир Павлович (род. 1937) — заведующий складом строительного участка сельскохозяйственного производственного кооператива «Россия», полный кавалер ордена Трудовой Славы[57]